# Microdipodops megacephalus
Microdipodops megacephalus és una espècie de mamífer rosegador de la família dels heteròmids. Viu a l'oest dels Estats Units.

## Característiques
Té l'esquena de color gris marronós i la panxa blanca. Té els ulls i les orelles grossos, el musell llarg, les potes posteriors fosques i peludes, la cua gruixuda i el bigoti espès. Mesura 6,5-7,5 cm, amb una cua de 6,5-10,5 cm i un pes de 10-17 grams.

## Ecologia i comportament
M. megacephalus és un animal nocturn i solitari. Salta per les dunes de sorra en el seu hàbitat sec. A l'estiu menja insectes i a l'hivern llavors que transporta al seu cas amb les butxaques que té a les galtes. També acumula reserves de greix a la cua.
Els mascles tenen territoris de fins a 6.000 m² que es dediquen a protegir. Les femelles només tenen territoris de més o menys 400 m².

## Reproducció
Les femelles donen a llum entre dues i set cries per ventrada.